# Ouled Hbaba
Ouled Hbaba (em árabe: أولاد حبابة) é uma comuna localizada na província de Skikda, Argélia. De acordo com o censo de 2008, a população total da cidade era de 8 369 habitantes.